# Вьельверж
Вьельве́рж (фр. Vielverge) — коммуна во Франции, находится в регионе Бургундия. Департамент коммуны — Кот-д’Ор. Входит в состав кантона Понтайе-сюр-Сон. Округ коммуны — Дижон.
Код INSEE коммуны — 21680.

## Население
Население коммуны на 2010 год составляло 496 человек.
| 1962 | 1968 | 1975 | 1982 | 1990 | 1999 | 2010 |
| ---- | ---- | ---- | ---- | ---- | ---- | ---- |
| 454  | 484  | 504  | 452  | 443  | 460  | 496  |

## Экономика
В 2010 году среди 292 человек трудоспособного возраста (15—64 лет) 221 были экономически активными, 71 — неактивными (показатель активности — 75,7 %, в 1999 году было 67,4 %). Из 221 активных жителей работали 204 человека (106 мужчин и 98 женщин), безработных было 17 (10 мужчин и 7 женщин). Среди 71 неактивных 19 человек были учениками или студентами, 24 — пенсионерами, 28 были неактивными по другим причинам.